# Liste der Auslandsvertretungen Jordaniens

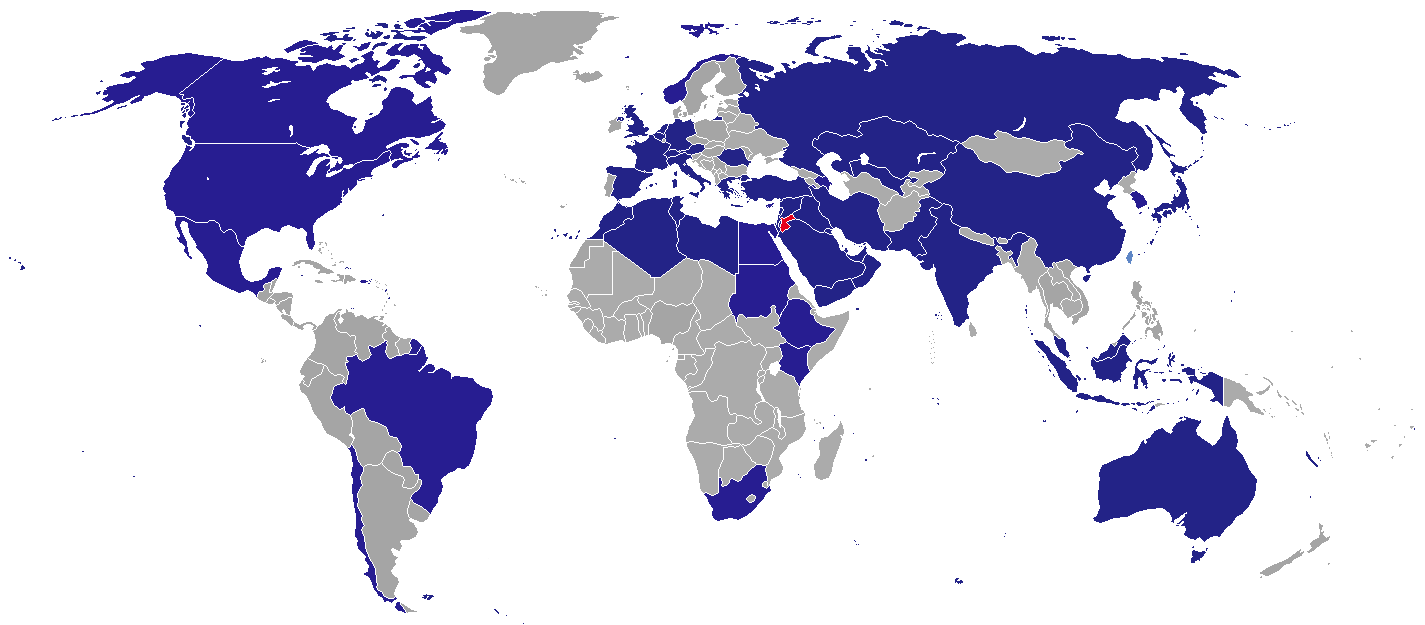
Standorte der diplomatischen Vertretungen Jordaniens

Dies ist eine Liste der diplomatischen und konsularischen Vertretungen Jordaniens.

## Diplomatische und konsularische Vertretungen

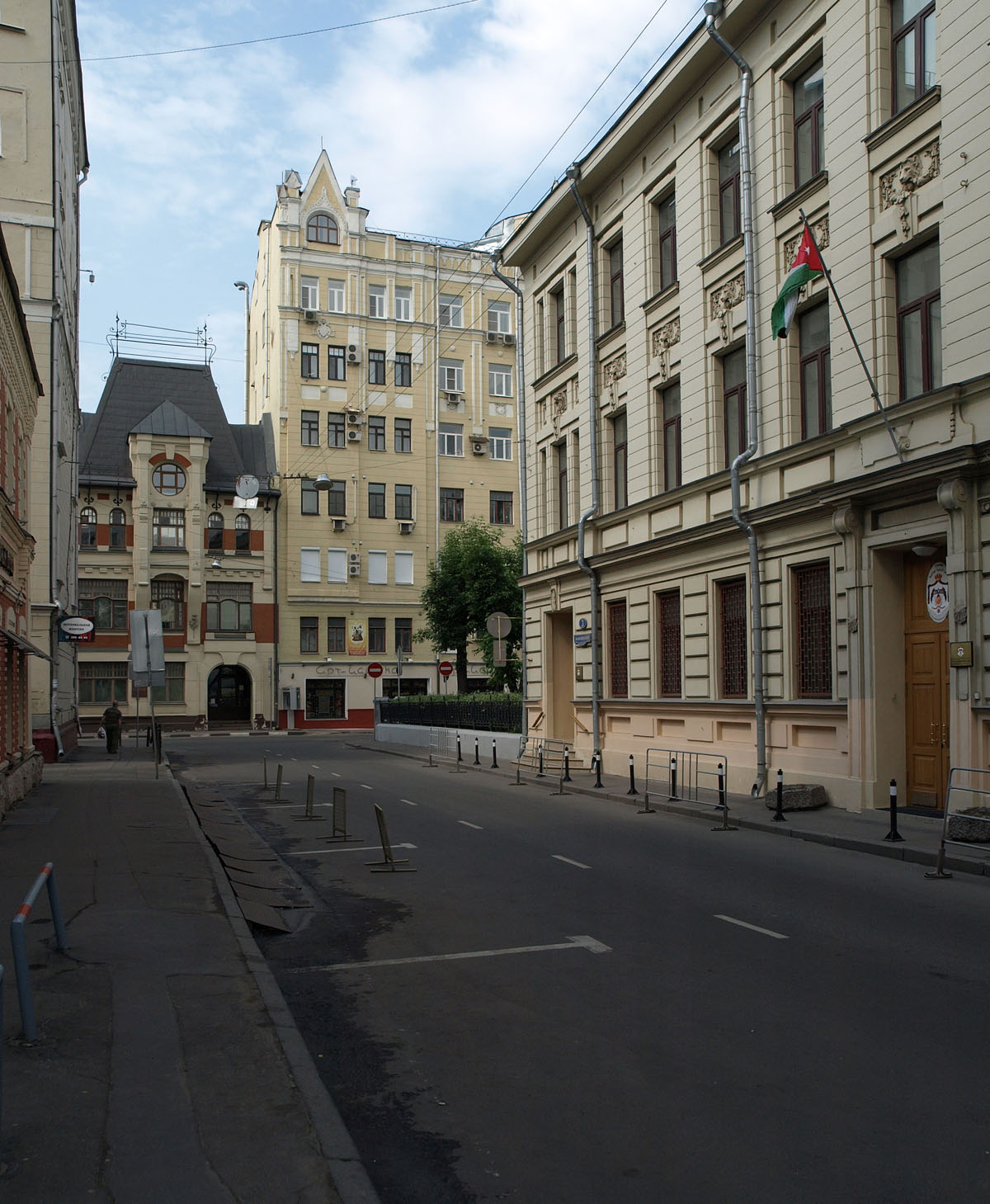
Jordanische Botschaft in Moskau

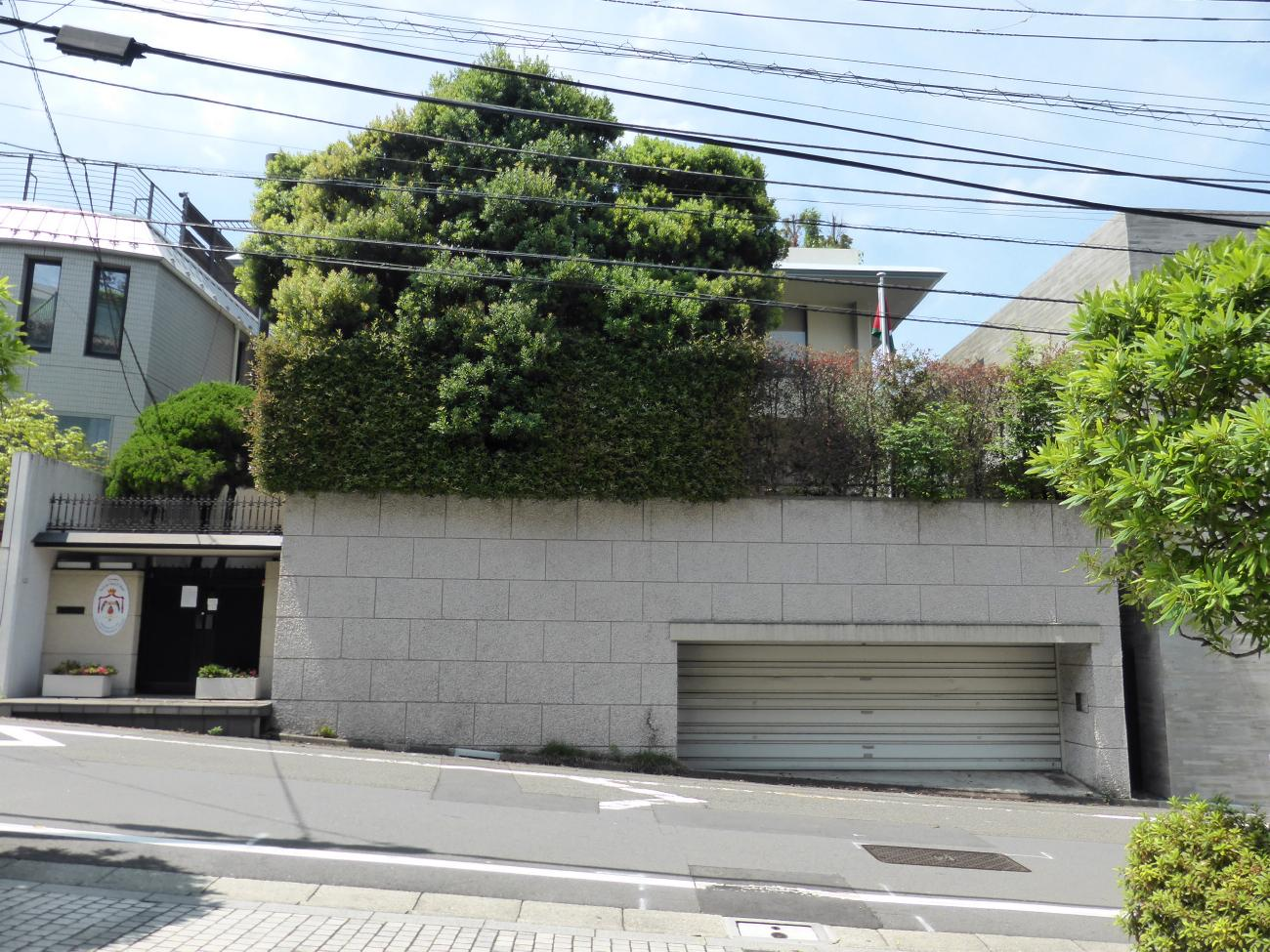
Jordanische Botschaft in Tokio

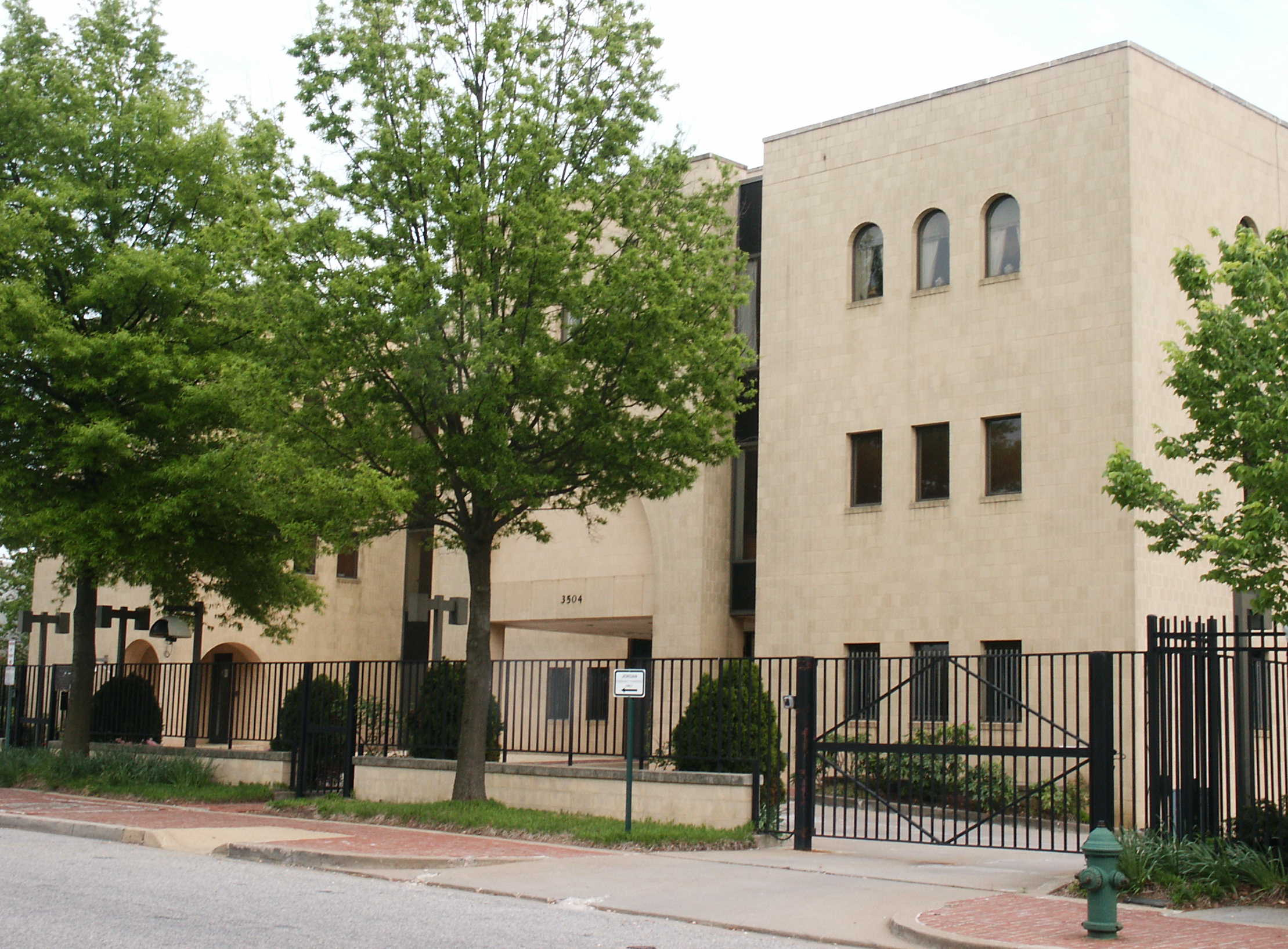
Jordanische Botschaft in Washington, D.C.

### Afrika
| - Ägypten: Kairo, Botschaft - Algerien: Algier, Botschaft - Libyen: Tripolis, Botschaft - Marokko: Rabat, Botschaft | - Südafrika: Pretoria, Botschaft - Sudan: Khartum, Botschaft - Tunesien: Tunis, Botschaft |

### Asien
| - Bahrain: Manama, Botschaft - Volksrepublik China: Peking, Botschaft - Indien: Neu-Delhi, Botschaft - Indonesien: Jakarta, Botschaft - Iran: Teheran, Botschaft - Irak: Bagdad, Botschaft - Israel: Tel Aviv, Botschaft - Japan: Tokio, Botschaft - Jemen: Sanaa, Botschaft - Kasachstan: Astana, Botschaft - Katar: Doha, Botschaft - Kuwait: Kuwait, Botschaft - Libanon: Beirut, Botschaft | - Malaysia: Kuala Lumpur, Botschaft - Oman: Maskat, Botschaft - Pakistan: Islamabad, Botschaft - Palestina: Ramallah, Botschaft - Palestina: Gaza, Vertretung - Saudi-Arabien: Riad, Botschaft - Saudi-Arabien: Dschidda, Konsulat - Syrien: Damaskus, Botschaft - Taiwan: Taipei, Handelsbüro - Usbekistan: Taschkent, Botschaft - Vereinigte Arabische Emirate: Abu Dhabi, Botschaft - Vereinigte Arabische Emirate: Dubai, Konsulat |

### Australien und Ozeanien
- Australien: Canberra,  Botschaft

### Europa
| - Belgien: Brüssel, Botschaft - Deutschland: Berlin, Botschaft - Frankreich: Paris, Botschaft - Griechenland: Athen, Botschaft - Italien: Rom, Botschaft - Niederlande: Den Haag, Botschaft - Österreich: Wien, Botschaft | - Rumänien: Bukarest, Botschaft - Russland: Moskau, Botschaft - Schweiz: Bern, Botschaft - Spanien: Madrid, Botschaft - Türkei: Ankara, Botschaft - Vereinigtes Königreich: London, Botschaft |

### Nordamerika
| - Kanada: Ottawa, Botschaft - Mexiko: Mexiko-Stadt, Botschaft | - Vereinigte Staaten: Washington, D.C., Botschaft |

### Südamerika
- Brasilien: Brasília, Botschaft
- Chile: Santiago de Chile, Botschaft

## Vertretungen bei internationalen Organisationen
- Vereinte Nationen: New York, Ständige Mission
- Vereinte Nationen: Genf, Ständige Mission
- Vereinte Nationen: Wien, Ständige Mission
- Europäische Union: Brüssel, Ständige Mission
- Arabische Liga: Kairo, Ständige Mission